# Escudo de Gales
La escudo de Gales o emblema real de Gales (en inglés: Royal Badge of Wales) fue aprobada en mayo de 2008. Está basada en las armas que llevaba el príncipe galés del siglo XIII Llywelyn el Grande (blasonado en cuartelado de oro y gules, con cuatro leones passant guardant contracambiados), con el añadido de la Corona de San Eduardo sobre una voluta continua que, junto con una corona que consiste en los emblemas vegetales de los cuatro países del Reino Unido, rodea el escudo. Él todo rodeado por una cinta de sínople (verde) bordeada de oro y cargada con el lema “Peidiol Wyf I'M Gwald” (Soy fiel a mi tierra), tomado del himno de Gales y escrito en letras del mismo esmalte (color). La cinta, rodeada por una corona formada por los símbolos vegetales de Gales, Escocia, Irlanda (del Norte) e Inglaterra: el puerro, el cardo, el trébol y la rosa heráldica. La Corona de San Eduardo, fue elaborada para la coronación del rey Carlos II ya que la original, realizada en el siglo XIII fue destruida durante el periodo de la Mancomunidad de Inglaterra.

## Historia del escudo
El blasón cuarteado de Gales tiene su origen en las armas del rey de Gwynedd Llywelyn el Grande que vivió en el siglo XIII.
En el año 1911 al futuro rey Eduardo VIII (luego duque de Windsor) se le concedió el título de príncipe de Gales y tuvo lugar una ceremonia en el castillo de Caernarfon que no se celebraba desde algunos siglos. Se decidió emitir para el príncipe Eduardo su estandarte y escudo de armas y se incorporaron en ambos los elementos del escudo de Gales (incluida la corona) porque su diseño no llevaba ningún símbolo galés, como aparece documentado en el libro Guía completa de Heráldica, publicado en 1909, de Arthur Fox-Davies. El blasón (y el estandarte) del príncipe de Gales era semejante al escudo de armas del monarca británico pero se diferenciaban únicamente por sus coronas y un lambel de tres brazos que se añade en el escudo del príncipe heredero. 
Desde entonces, los elementos del escudo propiamente dicho del País de Gales figuran, junto a la corona de su título, en el escudo de armas del príncipe de Gales y en su estandarte.

## Galería

Armas del príncipe de Gales
Escudo usado entre 1953 y 2008
La insignia del Dragón galés